# San Romano in Garfagnana
San Romano in Garfagnana là một đô thị ở tỉnh Lucca trong vùng Toscana, có cự ly khoảng 80 km về phía tây bắc của Florence và khoảng 40 km về phía tây bắc của Lucca. Tại thời điểm ngày 31 tháng 12 năm 2004, đô thị này có dân số 1.421 người và diện tích là 26 km².
San Romano in Garfagnana giáp các đô thị: Camporgiano, Piazza al Serchio, Pieve Fosciana, Sillano, Villa Collemandina.